# Epidesma grisescens
Epidesma grisescens là một loài bướm đêm thuộc phân họ Arctiinae, họ Erebidae.